# Betonhalle

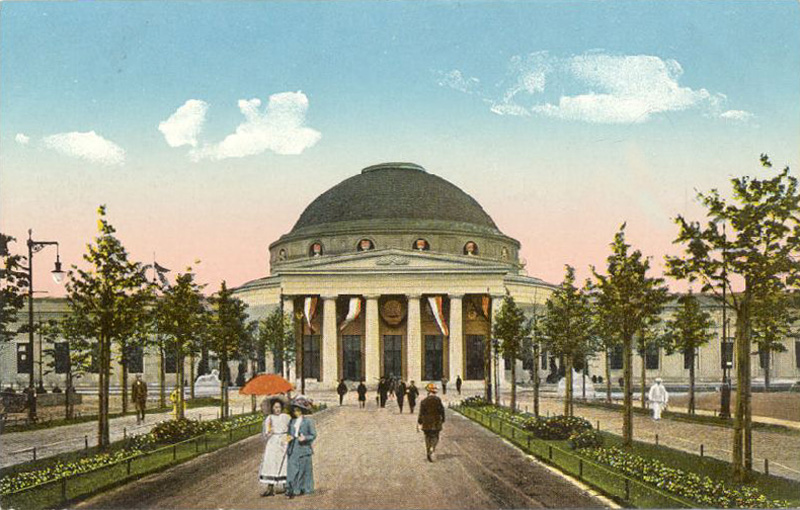
Die Betonhalle zur IBA 1913

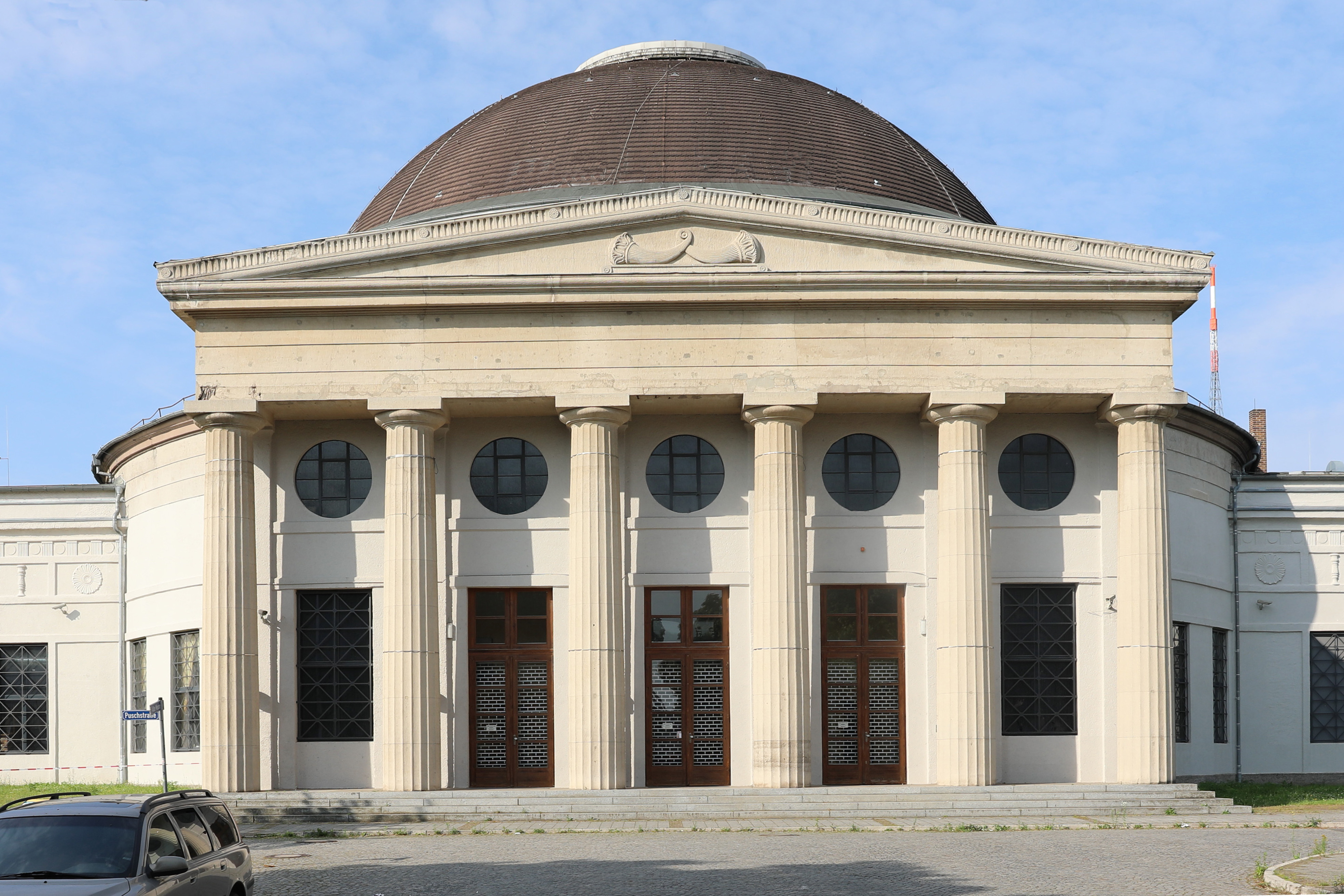
… und 2021

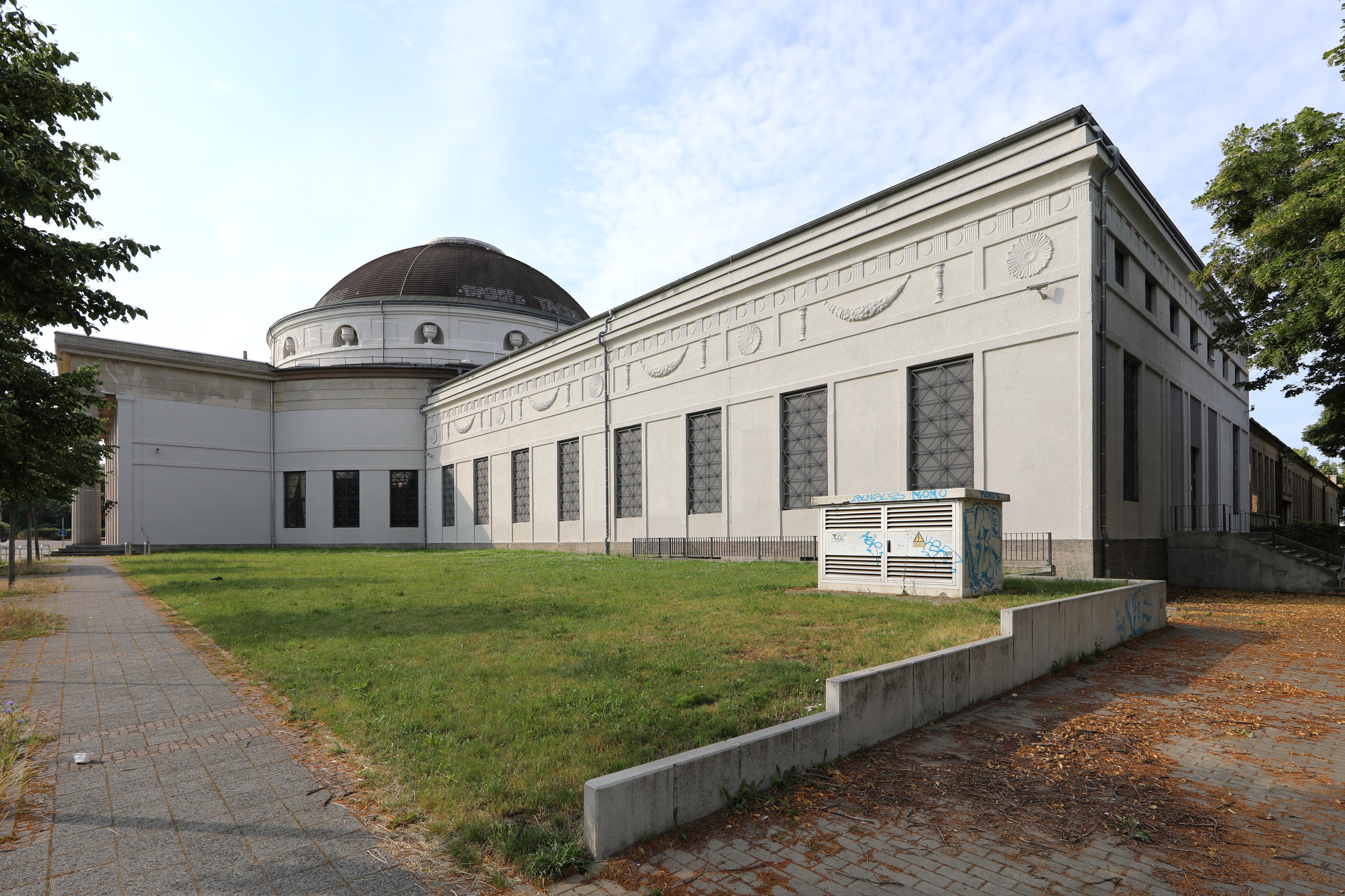
Rechter Seitenflügel (2021)

Die Betonhalle ist ein Gebäude auf dem Alten Messegelände in Leipzig. Sie entstand zur Internationalen Baufach-Ausstellung 1913 (IBA) und trug bereits damals diesen Namen. In ihrer siebzigjährigen Geschichte als Ausstellungshalle der Technischen Messe erhielt sie in den 1930er Jahren die Nummer 12 und bei der letzten Nummerierung die  Bezeichnung Messehalle 16. Nach dem Umzug der Leipziger Messe auf das Neue Messegelände wurde die Betonhalle ab 2006 als Veranstaltungsort genutzt. So hieß sie bis 2010 Volkspalast, dann bis 2012 Pantheon Leipzig und bis Mitte 2025 Eventpalast. Heute trägt sie den Namen H16 und wird von einer Leipziger Eventagentur für Konzerte, Kabarett-Aufführungen, Comedy-Shows, Bälle und Tanzveranstaltungen für bis zu 1.800 Gäste betrieben. Sie ist der älteste Bau auf dem Gelände und steht unter Denkmalschutz.

## Lage und Gestalt
Die Betonhalle liegt im südlichen Teil des Alten Messegeländes an der Puschstraße Nr. 10. Sie stellt zugleich den Abschluss der am Doppel-M an der Prager Straße beginnenden Lindenallee mit dem Namen Alte Messe dar.
Zentrales Element der Betonhalle ist eine von einer Kuppel überdeckte Rotunde mit einem vorgelagerten Portikus mit sechs Säulen, was in gewisser Weise an das römische Pantheon erinnert. Die Kuppel aus Stahlbeton mit einer Dicke von 8 Zentimetern und einem Durchmesser von 32 Metern überspannt einen Saal von 28 Metern Höhe und wird von 16 Betonsäulen getragen. Der Rundsaal wird von zwei übereinanderliegenden, 7 Meter breiten Rundgängen umgeben. Rechts und links schließen sich an die Rotunde 43 Meter lange und 23 Meter breite zweigeschossige Seitenflügel an. Der Bauschmuck, Ornamente an den Wandflächen und stilisierte Vasen im oberen Teil der Rotunde, ist ebenfalls aus Beton.
Nach hinten waren an das Bauwerk – über die Jahre zeitlich verändert – weitere Hallenteile, zumeist in Stahlbaukonstruktion, angefügt.

## Geschichte

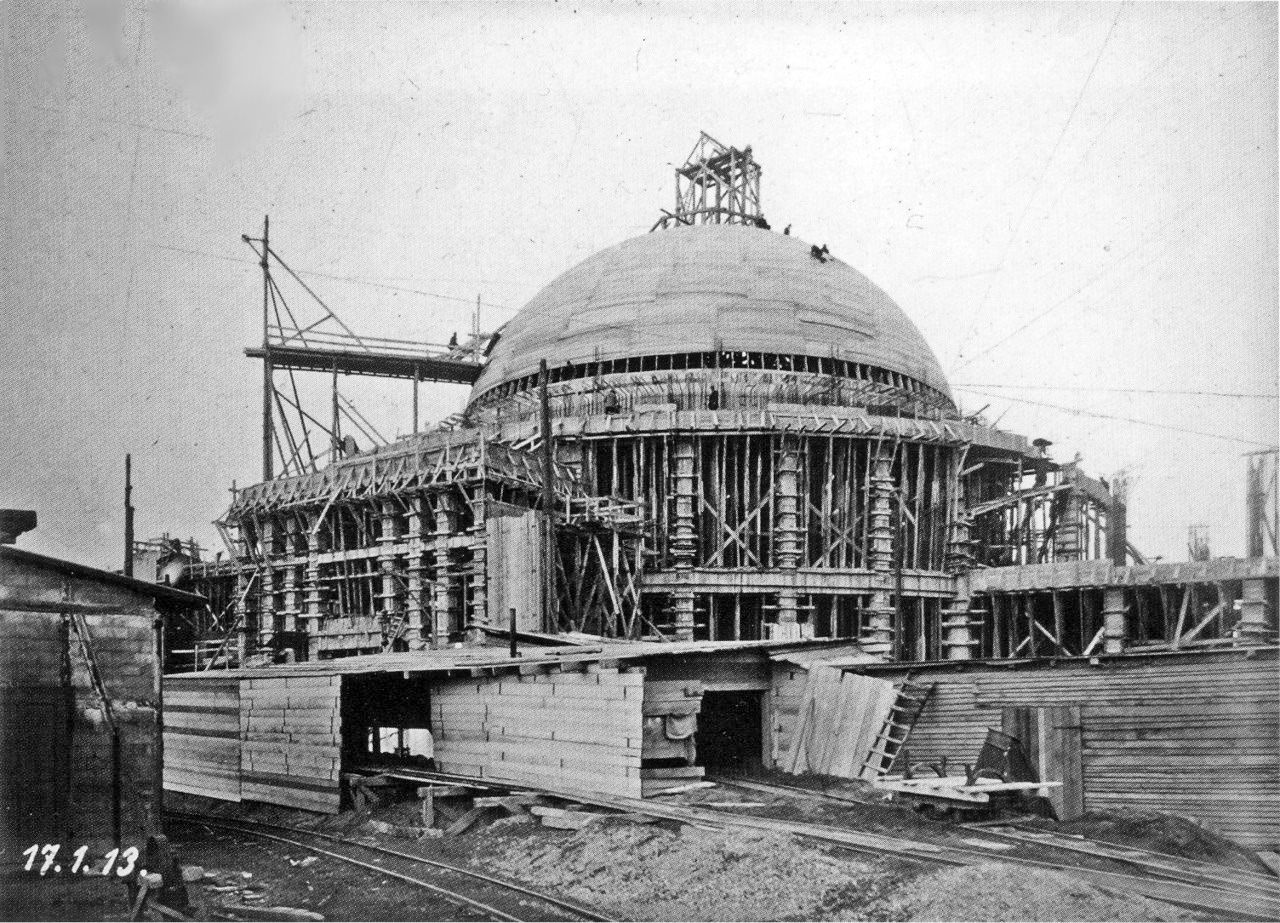
Bau der Betonhalle (1913)

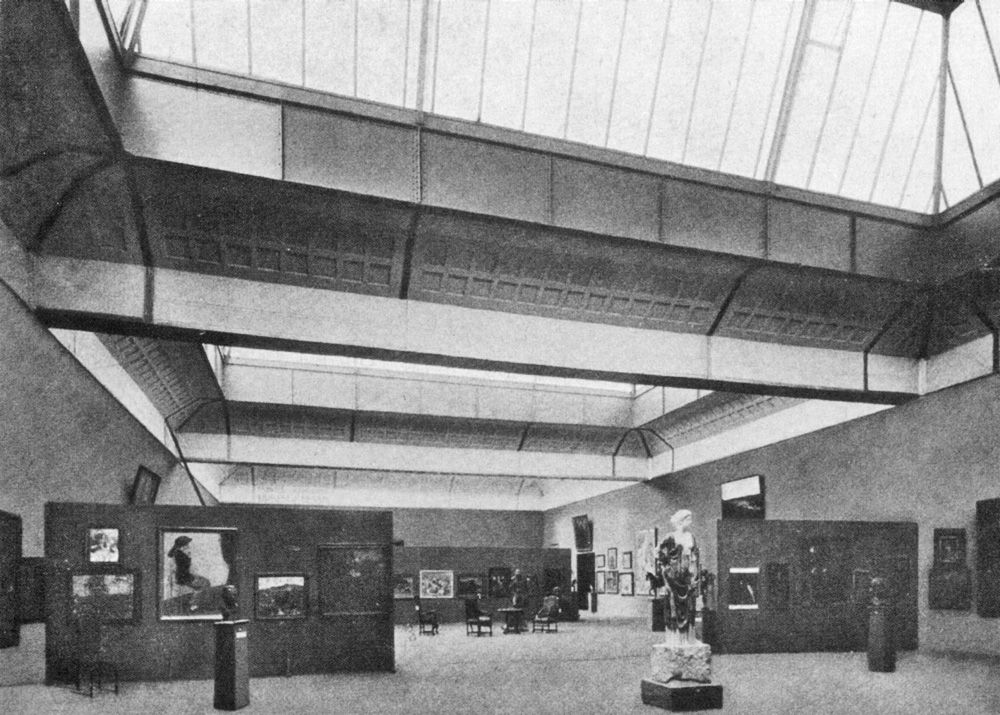
Halle der Leipziger Jahresausstellung 1913

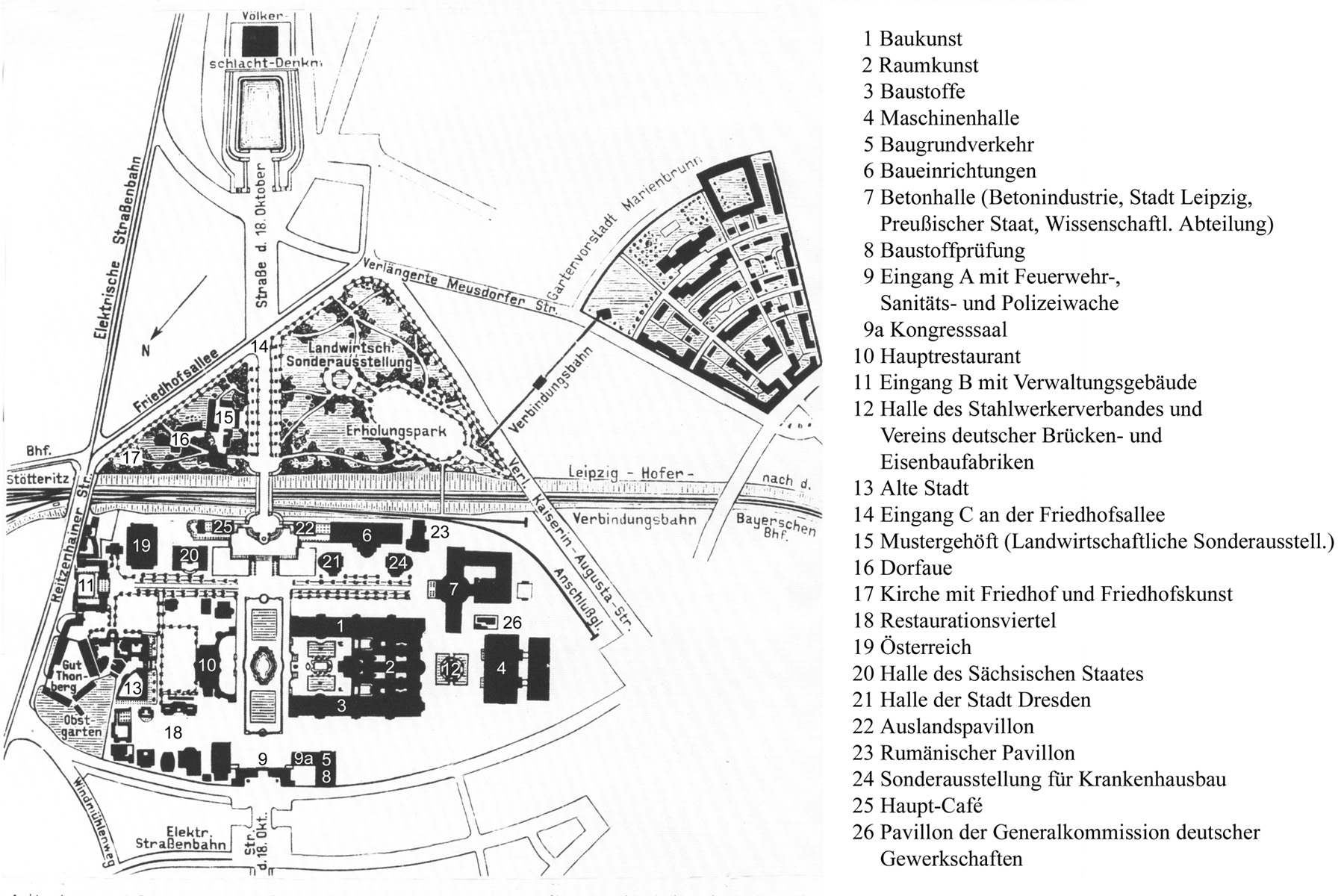
Lageplan der Internationalen Baufach-Ausstellung (IBA) 1913, Betonhalle = Nr. 7 (direkt neben dem Monument des Eisens)

Die Pläne zur Betonhalle stammten von dem Düsseldorfer Architekten Wilhelm Kreis (1873–1955). Ausgeführt wurde der Bau durch die Firma des Leipziger Bauunternehmers Rudolf Wolle (1864–1933). Die Bauzeit über den Winter 1912/1913 betrug nur sechs Monate, wobei 24.000 Tonnen Beton und 400 Tonnen Stahl verbaut wurden. Die Baukosten betrugen rund 800.000 Mark, was heute etwa 5.300.000 EUR entspräche. Diese wurden zum Großteil aufgebracht vom Deutschen Beton-Verein und seinen Mitgliedern, wobei mit der Halle die Architekturfähigkeit des Betons einschließlich seiner steinmetzmäßigen Bearbeitung demonstriert werden sollte, und der Stadt Leipzig, die die Betonhalle nach der IBA übernahm.
In der Kuppelhalle und ihren Rundgängen zeigte zur IBA in Zeichnungen und Modellen die zunehmenden Anwendungsmöglichkeiten des Stahlbetons sowie seine Herstellung und Bewehrung. In den beiden Geschossen des rechten Seitenflügels befand sich die Ausstellung der Stadt Leipzig. Im linken Seitenflügel und einem nach hinten angefügten Hallentrakt wurde die wissenschaftliche Durchdringung von Architektur und Bautechnik dargestellt.
Im direkten Anschluss an die Rotunde wurde nach hinten ein spezieller Hallenanbau für die Leipziger Jahresausstellung errichtet. Die Pläne dazu stammten vom Direktor der Hamburger Kunsthalle Alfred Lichtwark (1852–1914), dem Leipziger Stadtbaurat Otto Wilhelm Scharenberg (1851–1920) und dem Leipziger Maler Max Klinger (1857–1920). Die Besonderheit der Halle waren drei querstehende Oberlichtaufsätze, die eine optimale Beleuchtung der Ausstellungsobjekte ermöglichten. Die Ausstellung unter dem Titel „Figurenmalerei und Bildnerei der letzten 30 Jahre“ präsentierte fast 500 Gemälde und Plastiken von rund 300 Künstlern.
Im Jahre 1914 diente die Betonhalle der Internationalen Ausstellung für Buchgewerbe und Graphik (BUGRA), bevor sie ab dem Jahre 1920 als Ausstellungshalle der Bauindustrie fester Bestandteil des Technischen Messegeländes wurde. Ende 1921 wurde der nordwestliche hintere Flügel nach Plänen der Architekten Richard Tschammer (1860–1929) und Arno Caroli errichtet und damit der quadratisch geschlossene Grundriss geschaffen, der trotz Umbauten an den hinteren Hallenteilen über 100 Jahre bestand. Bei einem schweren Luftangriff auf Leipzig am 4. Dezember 1943 wurde die Betonhalle teilweise zerstört. Sie war aber schon 1949 wieder instand gesetzt.
Seit 2006 wird die Betonhalle nach einem Umbau als eigenständiges Veranstaltungszentrum genutzt, seit 2016 Eventpalast und seit Mitte 2025 unter dem Namen H16. Eine moderne technische Ausstattung in Kombination mit zahlreichen Bestuhlungsvarianten ermöglicht die Nutzung der Halle für unterschiedliche Veranstaltungen. Auf den rund 780 m² finden bis zu 2000 Personen Platz. Die Örtlichkeit bietet den Rahmen für außergewöhnliche Licht- und Laserinszenierungen.
Der Mitteldeutsche Rundfunk nutzt den Eventpalast seit Januar 2014 als Aufzeichnungsort von Musiksendungen, zum Beispiel von 2015 bis 2021 für die Sendung Meine Schlagerwelt mit Ross Antony als Moderator.
2022 wurden sämtliche Hallenteile hinter der Betonhalle zugunsten der Errichtung eines Hornbach-Gartenmarkts und Drive-in abgerissen. Die gesamte Außenfassade wird seitdem wieder originalgetreu hergestellt.